# Етрополска книжовна школа
Етрополската книжовна школа, наричана още и Етрополска калиграфско-писарска школа, е българска калиграфско-художествена школа от периода 16 – 17 век. Носи името си от етрополския манастир „Света Троица“ („Варовитец“).
В него се развива калиграфско-писарска школа с определен тип писмо, единни правописни норми и орнаментално-художествен маниер. В скрипториума на манастира се създават, преписват и украсяват ръкописни книги. Първият писмен паметник от школата датира от 1595 г., а Поменикът на манастира е започнат през 1648 г.

## История
Разцветът на етрополската школа е от 20-те до 40-те година на 17 век по време на йеромонашеството на Андоний, Захарий и Рафаил, когато се оформят принципите и облика на тази книжовна школа. За неин основател се приема йеромонах Даниил. 
В края на 16 век в манастира „Варовитец“ започва да се събира монашеско братство и се стичат хора не само от района, но и от други близки и далечни земи. Разцветът на калиграфско-художествената школа започва през 20-те години на 17 век.
Голяма част от етрополските ръкописи са библейски и богослужебни книги. От библейските преобладават Евангелията, обикновено богато украсявани, а от богослужебните – Минеите. Ранните ръкописи от Етрополската школа нямат твърдо установен тип писмо. През първата половина на 17 век етрополските кописти, създават свое писмо, известно в палеографията като „етрополски калиграфски полуустав“. Етрополските ръкописи са с богата орнаментална украса с характерни мотиви, като т. нар. „кръстен мотив“. Етрополският стил на орнаментиране през тази епоха се възприема и от много книжовници от Средна Стара планина и Средногорието. През 17 век в Етрополския манастир съществува манастирско училище за обучение на граматици и орнаментатори. Към него се обособява и книговезно ателие. Подвързията на етрополските ръкописи е правена специално за тях от добре обработени дъбови, букови или ясенови дъски, обвити с телешка кожа. Тя е била украсявана с врязани комбинации от геометрични фигури, растителни мотиви и др. В манастирския скрипториум през 16 – 17 век работят десетки граматици, орнаментатори, подвързвачи.

## Ръкописи
Известни са 76 ръкописа от Етрополската книжовна школа, които се съхраняват в различни хранилища. Етрополските книжовници преписват основно т.нар. сборници със смесено съдържание и дамаскини.